# Електрорушійна сила
Електрорушійна сила  — кількісна міра роботи сторонніх сил із переміщення заряду, характеристика джерела струму.
Позначається здебільшого літерою {\displaystyle {\mathcal {E}}}, інколи стилізується як рукописна ℰ, вимірюється в системі SI у вольтах.
Зазвичай електрорушійна сила скорочується в текстах до е.р.с. (ЕРС)
Електрорушійна сила ділянки кола дорівнює енергії, яку отримує одиничний заряд, пройшовши цю ділянку кола.
Для замкненого кола
{\displaystyle {\mathcal {E}}=\oint _{C}\mathbf {f} d\mathbf {l} },
де {\displaystyle \mathbf {f} } — стороння сила.

## Фізична природа
Для протікання  електричним колом струму необхідно, щоб у колі були елементи, які переміщують електричні заряди, збільшуючи їхню енергію. Сили, які виконують цю функцію, називаються сторонніми силами. За своєю природою сторонні сили можуть бути різноманітні: хімічні, як у електричних батареях і акумуляторах, термоелектричні, як у термопарах, чи зумовлені явищем електромагнітної індукції, як у генераторах електричного струму. Кожне джерело живлення характеризується своєю електрорушійною силою й внутрішнім опором.
У результаті розділення всередині джерела позитивних і негативних зарядів джерело набуває запасу потенціальної енергії, яка витрачається на використання роботи з переміщення зарядів по всьому колу. Ту частину замкненого кола, в якій заряди рухаються під дією електростатичної різниці потенціалів називають зовнішньою, а ту, в якій носії заряду рухаються під дією сторонніх сил - внутрішньою. Полюси джерела струму розділяють внутрішню і зовнішню ділянки кола.
Сторонні сили забезпечують розділення різнойменно заряджених частинок в джерелі (у внутрішньому колі) та підтримують певну різницю потенціалів на полюсах, тим самим зумовлюючи рух зарядів у зовнішньому колі. Отже робота сторонніх сил дорівнює сумі робіт, що виконуються по переміщенню заряду на внутрішній і зовнішній ділянці кола.Аст=Авн+Азовн.

### Термоелектрорушійна сила ( Т. е. р. с. )
Детальніші відомості з цієї теми ви можете знайти в статті Ефект Зеєбека.
Термоелектрична електрорушійна сила виникає у колі, утвореному двома провідниками різної природи, якщо контакти між провідниками перебувають за різної температури.

### Фотоелектрорушійна сила (Ф. е. р. с.)
Фотоелектрорушійна сила — це електрорушійна сила (ЕРС), яка виникає у матеріалі, наприклад, напівпровіднику, за його освітлення. Робота, потрібна для підтримання струму виконується коштом енергії фотонів, що поглинаються речовиною. Виникає у фотоелементах, сонячних батареях тощо.
Термін запровадив Вольта Алессандро, який у XVIII столітті винайшов електрохімічне джерело струму (вольтів стовп).